# Catch and release
Catch and release (C&R) är en fisketerm inlånad från engelskan som ungefär betyder fånga och släppa tillbaka. Fiskemetoden används inom sportfisket på senare tid och syftar till bevarande av fiskepopulationer, vilket dock är kontraproduktivt beroende av fiskens grad därvid av utmattning och slag och tid för dess hantering. Detta är ledande därav till dödlighet, genomsnittligt till ca 22, men upp till 72 procentig hög dödlighet inom 12 timmar vid ca 60 sekunders lyft ur vattnet medförande kvävning. Efter fångst och landning krokas alltså fisken av och återförs till vattnet. Ofta görs en snabb mätning och vägning av fisken, vanligt sker även fotografering.
(Vissa lindrande regler anmodas. Med hjälp av hullingfri krok är det i många fall möjligt att lossa fisken utan att ta upp den ur vattnet. Att ge fisken en slak lina är ofta tillräckligt vid flugfiske med hullingfri enkelkrok. Annat fiske med trippelkork, liksom för enkelkrok med hulling, kräver vanligen fasthållning av fisken vid losstagning. Fiske med avbruten trubbig krok medger lossning genom slaklina tidigare. Visst stressfritt kroklöst torrflugefiske förekommer också.)
I Tyskland och Schweiz är fångst och frisläppning av fisk förbjuden. I Tyskland anges i Djurskyddslagen att "ingen får orsaka smärta, lidande eller skador på djur utan goda skäl". Detta lämnar ingen rättslig rätt till fångst och släppning på grund av sin brist på "goda skäl" och därmed är personligt fiske endast tillåtet i syfte att använda den fångade fisken som livsmedel. Det är alltså emot lagen att släppa tillbaka fisk i vattnet om de överstiger minimikrav och inte är av skyddad art eller under säsong då fiske inte är tillåtet.
I Sverige gäller juridiskt detsamma för sportfiske, juridiskt egentligen särskilt klart enligt 16 kap 13 § brottsbalken, den som "...uppsåtligen eller av grov oaktsamhet, genom misshandel, överansträngning eller vanvård eller på annat sätt, otillbörligen utsätter djur för lidande, dömes för djurplågeri...". Dock har detta ännu inte prövats rättsligt, ingen har ännu lagförts efter ett utfört C&R, eftersom detta vanligen kan utföras enskilt och utan att uppmärksammas av rättsvårdande personer eller polis och åklagare. En vägledande/normerande dom saknas.
De fiskevårdande myndigheterna i Sverige (tidigare Fiskeriverket, numera ersatt av Havs- och vattenmyndigheten) har ansett att frågan om C&R är lagligt ej faller inom deras ansvarsområde, "...det är inte heller klart om...Fiskeriverket... skall avgöra i denna fråga." och "...förhåller sig neutralt till att fiskevårdsområden ställer krav på C&R i sin förvaltning...", utan Fiskeriverket har hänvisat till "...den nyinrättade djurskyddsmyndigheten", som numera finns hos Jordbruksverket och på varje länsstyrelse och som har tillsyn enligt djurskyddslagen, som dock avser bara djur inom förvar, "...som hålls av människan..." enligt 1 kap 2 § djurskyddslagen.
Fiskeriverket har ändå ansett "...att djurskyddsfrågor när det gäller fiske saknar reglering.", men det har dock då ej diskuterat något av vad som framgår av brottsbalken, som faller under polis- och åklagarmyndighetens tillsynsansvar. En ytterligare ej diskuterad åtföljande aspekt av C&R och brottsbalken är då också att om den fiskekortsäljande fiskevårdsförvaltaren kräver att C&R ska utföras, om denne och ev. medverkande inhyrd fiskeguide därigenom också faller straffrättsligt under ansvar enligt 23 kap 2, 4 eller 5 § brottsbalken, för stämpling, förberedelse eller anstiftan till brott.